# CXXC1
La proteína de unión a CpG (CGBP), también conocida como proteína de dedo de zinc tipo CXXC 1 (CXXC1) o dedo PHD y proteína que contiene el dominio CXXC 1 (PCCX1), es una proteína que en los seres humanos está codificada por el gen CXXC1 .
Las proteínas que contienen un motivo CXXC dentro de su dominio de unión al ADN, como CXXC1, reconocen secuencias CpG y regulan la expresión génica.